# 天主教弗恩斯教区
天主教弗恩斯教區（拉丁語：Dioecesis Fernensis）是愛爾蘭一個羅馬天主教教區。範圍包括韋克斯福德郡大部、卡洛郡和威克洛郡一部。屬都柏林總教區。

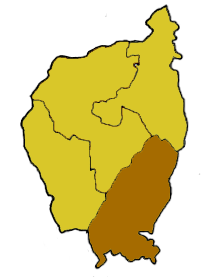
弗恩斯教區管轄範圍圖

2006年，在當地108,179人口中，有教友100,208人，佔轄區總人口92.6%、49個堂區、131名司鐸、18名修士、178名修女。
主教座堂為聖艾丹座堂，位於恩尼斯科西。本教的歷史區可追溯至598年，第一位主教聖艾丹也是教區的主保聖人。